# Немецкая ядерная программа
Немецкая ядерная программа (1939—1945) — работы, направленные на создание ядерного оружия, которые осуществлялись в гитлеровской Германии.

## Предыстория
В декабре 1938 года немецкие физики Отто Ган и Фриц Штрассман впервые в мире осуществили искусственное расщепление ядра атома урана.

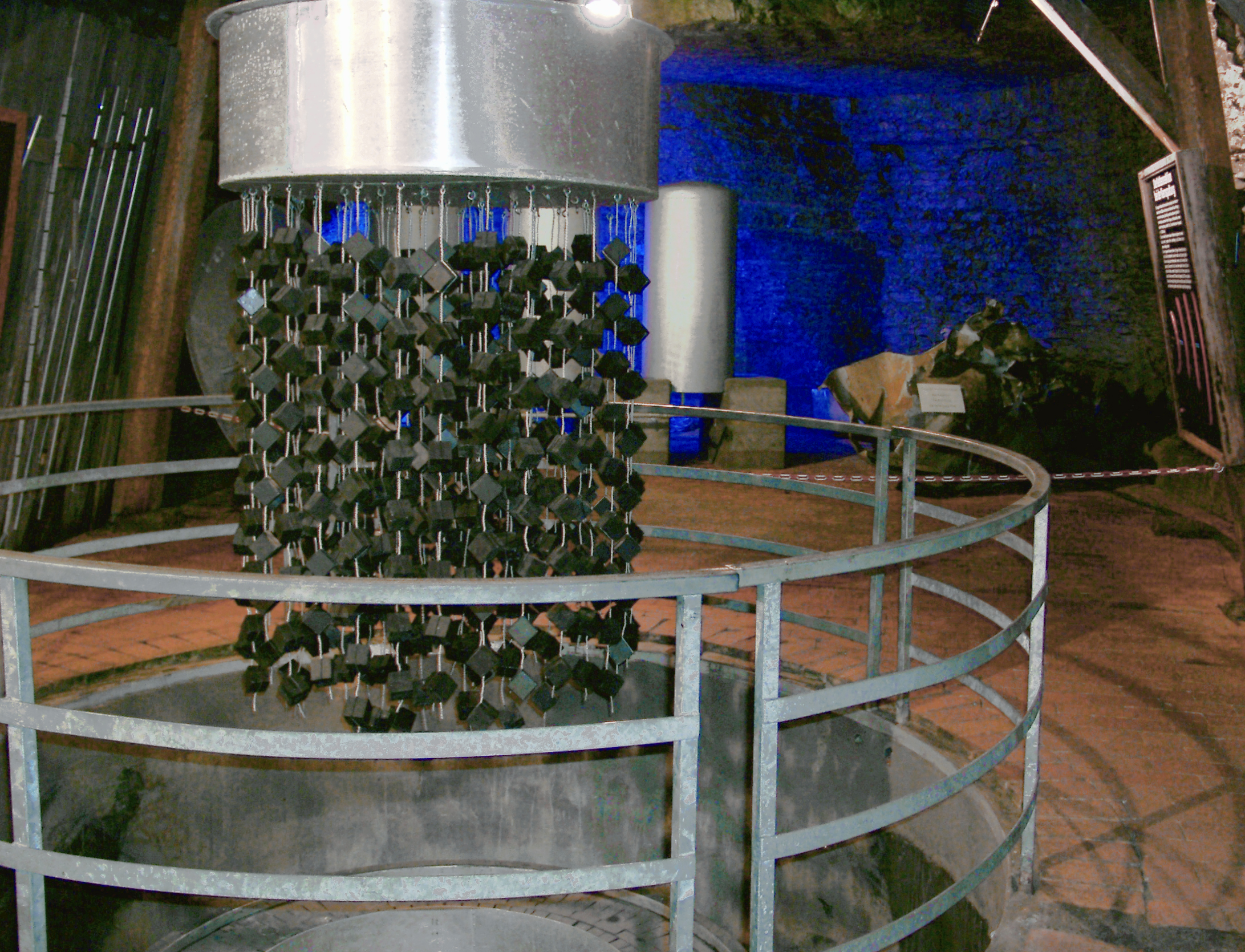
Копия немецкого ядерного реактора в Хайгерлохе

24 апреля 1939 года в высшие военные инстанции Германии поступило письмо за подписью профессора Гамбургского университета Пауля Хартека и его сотрудника доктора В. Грота, в котором указывалось на принципиальную возможность создания нового вида высокоэффективного взрывчатого вещества. В нём говорилось, что «та страна, которая первой сумеет практически овладеть достижениями ядерной физики, приобретёт абсолютное превосходство над другими». 29 апреля 1939 года имперское министерство науки, воспитания и народного образования по поручению руководителя специального отдела физики имперского исследовательского совета — государственного советника профессора Абрахама Эзау провело обсуждение вопроса «о самостоятельно распространяющейся ядерной реакции», на которое, среди прочих, был приглашён профессор Э. Шуман, руководитель исследовательского отдела Управления вооружений сухопутных сил III Рейха.
Письмо Хартека и Грота было передано физику Курту Дибнеру из научного отдела Управления вооружений. По настойчивым просьбам Дибнера Управление вооружений, не дожидаясь принятия официального решения высших военных властей, освободило Дибнера от выполнения всех побочных работ и поручило ему заниматься только вопросами ядерной физики, создав для этого специальное отделение. В июне 1939 года Дибнер организовал сооружение первой в Германии реакторной сборки на полигоне Куммерсдорф под Берлином.
В 1939 году рабочая группа профессора А. Эзау по проблеме ядерной энергии при рейхсминистерстве образования инициировала принятие закона о запрете вывоза урана из Германии. У бельгийской фирмы Union Miniere в Бельгийском Конго было срочно закуплено большое количество урановой руды.

## Начало практических работ по созданию ядерного оружия
26 сентября 1939 года Управление армейских вооружений для рассмотрения вопроса о способах создания ядерного оружия собрало совещание специалистов в области ядерной физики, на которое были приглашены Пауль Хартек, Ханс Гейгер, Вальтер Боте, Курт Дибнер, а также Карл-Фридрих фон Вайцзеккер и Вернер Гейзенберг. На нём было принято решение засекретить все работы, имеющие прямое или косвенное отношение к урановой проблеме и осуществлению программы, получившей название «Урановый проект» — (нем. Uranprojekt Kernwaffenprojekt). Участники совещания посчитали возможным создание ядерного оружия за 9-12 месяцев.
Всего в Германии было 22 научные организации, напрямую связанные с атомным проектом, в числе которых ключевые функции выполняли:
- Физический институт Общества кайзера Вильгельма;
- Институт физической химии Гамбургского университета;
- Физический институт Высшей технической школы в Берлине;
- Физический институт Института медицинских исследований (Гейдельберг);
- Физико-химический институт Лейпцигского университета. Профессор Хейн. Органические соединения урана;
- Лаборатория неорганической химии Высшей технической школы в Мюнхене. Профессор Хибер. Исследование карбонильных соединений урана;
- Химический институт Боннского университета. Профессор Ш. Монт. Изучение галогенидов урана;
- Институт органической химии Высшей технической школы в Данциге. Профессор Г. Альберс. Алкоголяты урана.

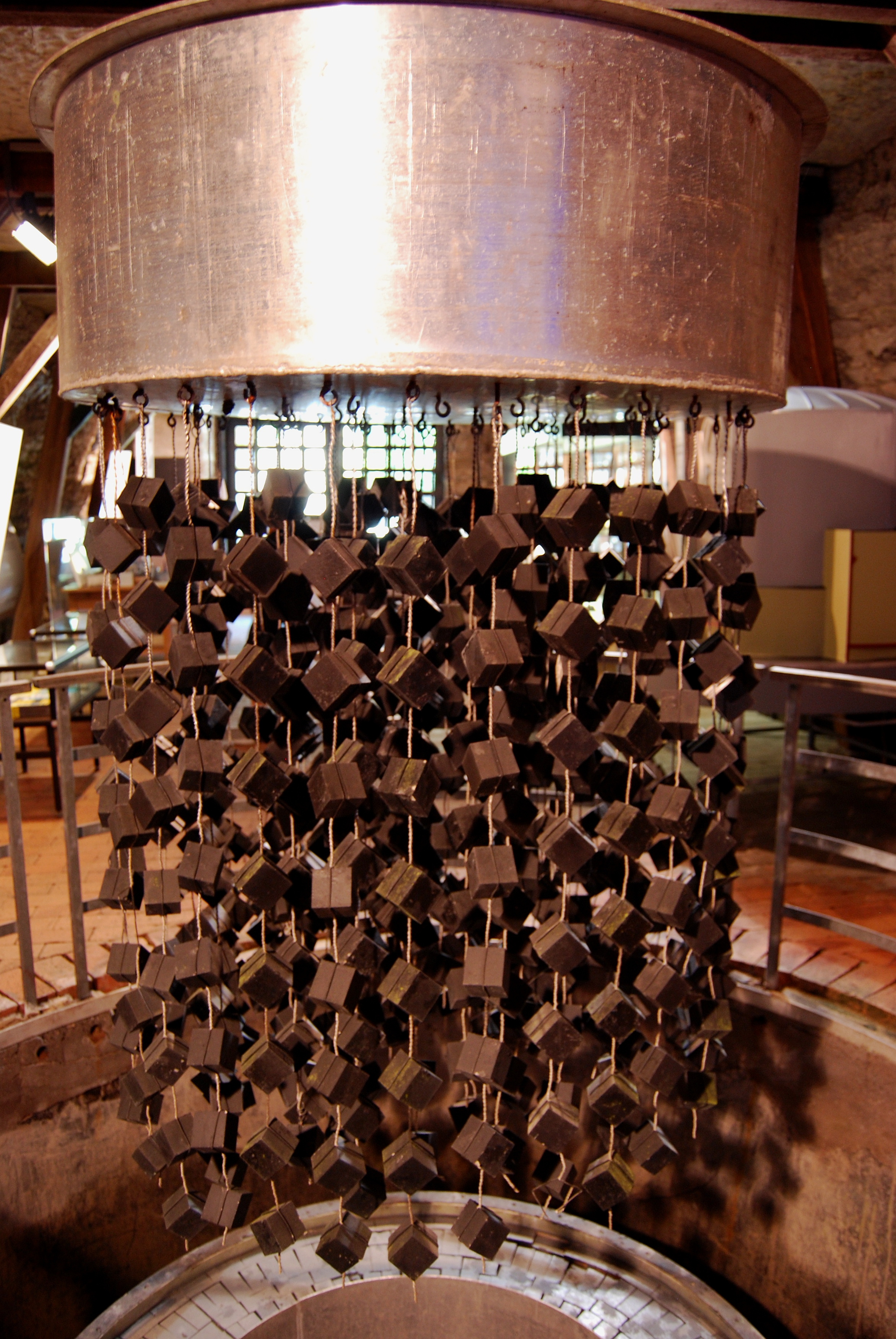
Ядерный реактор в Хайгерлохе

Разработками ведал имперский министр вооружений Альберт Шпеер, административным руководителем группы Гейзенберга, Отто Гана, Вайцзеккера и др., стал физик Эрих Шуман.
Концерн «ИГ Фарбениндустри» начал изготовление шестифтористого урана, пригодного для получения урана-235, а также сооружение полупромышленной установки по разделению изотопов. Она представляла собой две концентрические трубы, одна из которых (внутренняя) нагревалась, а вторая (наружная) охлаждалась. Между ними должен был подаваться газообразный шестифтористый уран и при этом более легкие изотопы (уран-235) должны были бы подниматься вверх быстрее, а более тяжелые (уран-238) медленнее, что позволило бы отделять их друг от друга (метод Клузиуса — Диккеля).
Тогда же Вернер Гейзенберг начал теоретические работы по конструированию ядерного реактора. В своём отчёте «Возможность технического получения энергии при расщеплении урана», законченном в декабре 1939 г., Гейзенберг пришёл к следующему выводу: «В целом можно считать, что при смеси уран — тяжёлая вода в шаре радиусом около 60 см, окружённом водой (около 1000 кг тяжёлой воды и 1200 кг урана), начнется спонтанное выделение энергии». Одновременно Гейзенберг рассчитал параметры другого реактора, в котором уран и тяжёлая вода не смешивались, а располагались слоями. По его мнению, «процесс расщепления поддерживался бы долгое время», если бы установка состояла из слоёв урана толщиной 4 см и площадью около 1 м2, перемежаемых слоями тяжелой воды толщиной около 5 см, причем после трехкратного повторения слоев урана и тяжёлой воды необходим слой чистого углерода (10-20 см), а весь реактор снаружи также должен быть окружен слоем чистого углерода.
На основании этих расчетов фирма «Ауэрге» получила заказ на изготовление небольших количеств урана, а норвежская фирма Norsk Hydro должна была поставить тяжёлую воду. Во дворе Физического института в Берлине для подтверждения расчётов Гейзенберга началось сооружение реакторной сборки.
5 января 1940 г. доктором Телыповым от имени Общества кайзера Вильгельма и 17 января 1940 г. генералом Беккером от Управления вооружений был подписан договор о передаче Физического института в ведение армии на время войны.
Первой неудачей германского ядерного проекта стало то, что установка для разделения изотопов по методу Клузиуса — Диккеля, смонтированная в Леверкузене, оказалась неработающей, и в начале 1941 г. учёные вынуждены были признать, что разделение изотопов урана этим методом невозможно. В результате немецкие учёные потратили на бесплодные эксперименты около года.
Немецкие физики разработали не менее пяти способов обогащения урана. Закономерно то, что среди них наиболее перспективным считался «инерционный способ» — то есть разделение изотопов с помощью специальной центрифуги. Считается, что проект центрифугирования не был реализован, потому что у доктора Грота, занимавшегося строительством центрифуги, не хватило терпения и денег, чтобы довести работу до конца. Также есть мнение, что близок к успеху был и барон М. фон Арденне, в лаборатории которого был построен «электромагнитный сепаратор», по своим характеристикам не уступавший аналогичному американскому устройству.
В конце 1940 г. Гейзенберг проводил эксперимент по созданию реакторной сборки на основе своих расчётов, но цепную реакцию вызвать не удалось, и Гейзенбергу и его сотрудникам стало ясно, что теоретические расчёты, положенные в основу эксперимента, неверны.
Существует мнение, что немецкие учёные не смогли осуществить самоподдерживающуюся ядерную реакцию в связи с тем, что в Германии не было достаточного количества тяжёлой воды как материала замедлителя нейтронов, тогда как более доступный графит в качестве замедлителя нейтронов немцы не использовали из-за знаменитой «ошибки Боте» (профессора Вальтера Боте). Но это не совсем так. Боте не сделал никакой ошибки, просто исследуемый им графит не был достаточно чистым, а руководители проекта не занялись вопросом исследования возможности получения более чистого графита. Также есть мнение, что имел место дефицит чистого графита, который требовался в первоочередном порядке для изготовления газовых рулей баллистической ракеты Фау-2.
В серии опытов, проведённых в августе — сентябре 1941 г. в Лейпциге, В. Гейзенберг, К. Ф. фон Вайцзеккер и Р. Дёпель добились положительного результата размножения нейтронов, что служило доказательством протекавшей в массе урана цепной реакции, однако эта реакция ещё не была самоподдерживающейся.

В записке от 27 ноября 1941 г. Гейзенберг предложил все работы по урановому проекту разделить на необходимые, важные и неважные. Необходимыми он считал только такие, которые делают возможным строительство в кратчайший срок по меньшей мере одного действующего реактора; важными те, которые могут повысить качество работы реактора; прочие работы Гейзенберг причислил к неважным. 

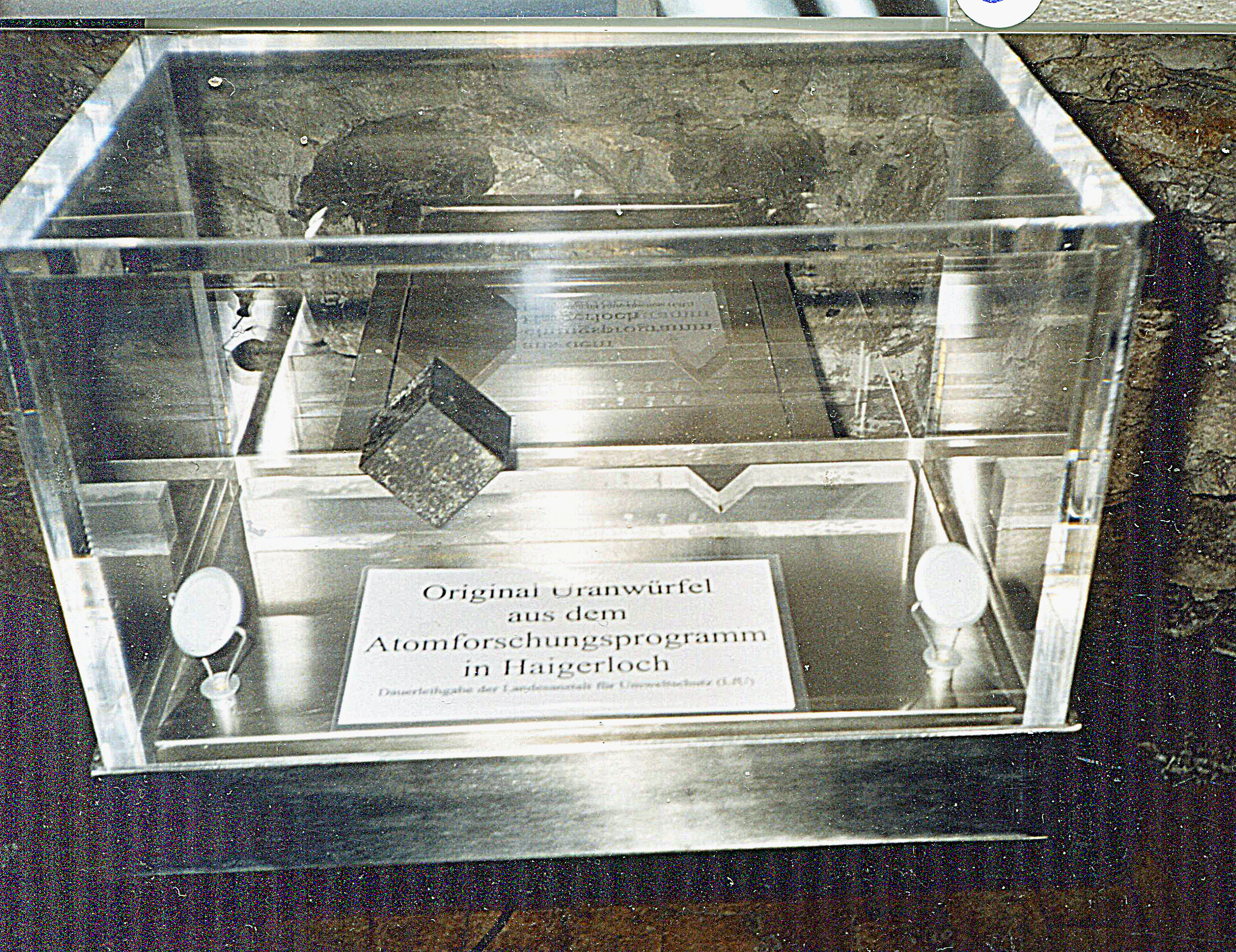
Подлинный кубик из урана, служивший ядерным горючим

Первый немецкий реактор был построен к февралю 1942 года — на четыре месяца раньше, чем аналогичная разработка Ферми в Чикаго. Это был опытный реактор Лейпцигского института, разработанный профессором Гейзенбергом и супругами Дёпель.
«Урановая машина» (так называли реактор) состояла из двух алюминиевых полусфер, внутри было 572 кг урана в виде порошка и 140 кг тяжёлой воды. Масса реактора, размещённого внутри резервуара с водой, приближалась к тонне. Внутри сферы с урановой начинкой был помещен нейтронный инициатор в виде обычного радий-бериллиевого первичного источника нейтронов. Измерения потока нейтронов из загруженного реактора показали, что поверхности реактора достигало гораздо больше нейтронов, чем излучал их первичный радий-бериллиевый источник, поэтому Р. Дёпель послал сообщение в отдел вооружений вермахта, что реактор работает. «Урановая машина» взорвалась по не вполне ясным причинам 23 июня 1942 года (первая атомная авария в истории).
4 июня 1942 г. имперским министром вооружения и боеприпасов А. Шпеером было созвано совещание военного руководства и учёных по ядерной проблеме. На нём Гейзенберг сказал, что решение производственно-технических проблем должно занять не менее двух лет, и то при условии, если каждое требование учёных будет выполняться. В результате для проекта были выделены денежные средства, фонды на дефицитные материалы, были утверждены минимальные сроки строительства бункера для атомного реактора в Берлине, изготовления металлического урана и поставки оборудования для разделения изотопов.
В феврале 1943 г. норвежским диверсантам, засланным из Великобритании, удалось уничтожить завод по производству тяжелой воды в Норвегии.
В марте 1943 г. в связи с настроениями руководства страны Управление вооружений отказалось от работ по Урановому проекту и они были переданы в ведение имперского исследовательского совета.
Группа доктора Дибнера также разрабатывала схему ядерного взрывного устройства в виде шара из взрывчатого вещества, внутри которого находились кубики урана.

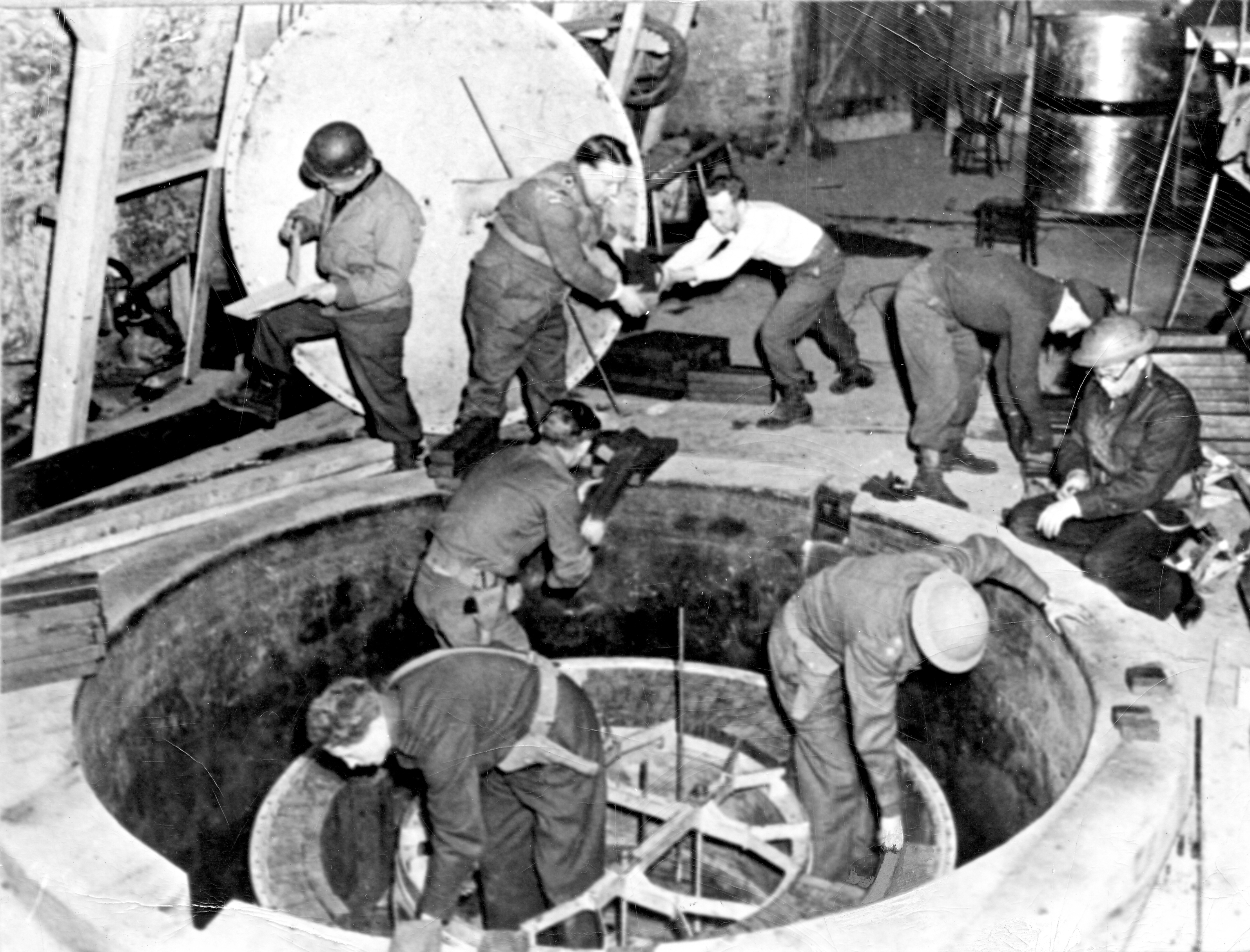
Немецкий экспериментальный ядерный реактор в Хайгерлохе, апрель 1945

Доктор Тринкс разрабатывал даже не ядерную, а водородную бомбу. Эта работа сохранилась в шестистраничном документальном отчёте «Опыты возбуждения ядерных реакций с помощью взрывов». Доктор Тринкс пытался резко нагреть тяжёлый водород при помощи обжатия обычным взрывчатым веществом серебряного шара. Тринкс рассчитывал, что таким образом сможет создать ядерную бомбу. Тринкс несколько раз повторял попытки инициирования термоядерных реакций в тяжёлом водороде, но не обнаружил выхода радиоактивного излучения.
В январе 1944 г. Гейзенберг получил литые урановые пластины для большой реакторной сборки в Берлине, для которой сооружался специальный бункер. Последний эксперимент по получению цепной реакции был намечен на январь 1945 г., но 31 января все оборудование спешно демонтировали и отправили на юг Германии.
В конце февраля 1945 г. реактор B VIII прибыл из Берлина в посёлок Хайгерлох. Реактор имел активную зону, состоящую из 664 кубиков урана общим весом 1525 кг, окружённую графитовым замедлителем-отражателем нейтронов весом 10 тонн. В марте 1945 г. в активную зону дополнительно влили ещё 1,5 тонны тяжёлой воды. 23 марта 1945 г. профессор Герлах позвонил в Берлин и доложил, что реактор работает. Но радость была преждевременна — реактор не сумел достичь критической точки. После перерасчётов оказалось, что количество урана необходимо увеличить ещё на 750 кг, а кроме того увеличить количество тяжёлой воды, запасов которой уже не оставалось. Конец Третьего рейха неумолимо приближался, и 23 апреля в Хайгерлох вошли американские войска.

## Заявление интернированных немецких учёных для прессы
3 июля 1945 г. группа немецких учёных и аппаратура были доставлены в бывшую усадьбу Фарм-Холл в Англии, где была установлена подслушивающая техника. 6 августа 1945 г. старший офицер усадьбы Фарм-Холл майор Ритнер подтвердил взрыв атомной бомбы при первой в мире атомной бомбардировке Японии Соединёнными Штатами. Учёные, которых обескуражили известия о состоявшемся американском атомном проекте, составили отзыв на газетные публикации, которые были к тому времени им доступны.

В последних сообщениях печати был допущен ряд неточностей в освещении якобы производившихся в Германии работ по созданию атомной бомбы. В связи с этим нам хотелось бы кратко охарактеризовать немецкие работы по урановой проблеме.
1. Деление атомного ядра урана открыто Ганом и Штрассманом в Институте кайзера Вильгельма в декабре 1938 г. Это результат чисто научных исследований, не имевших ничего общего с прикладными целями. Лишь после опубликования сообщений о том, что подобное открытие почти одновременно сделано в разных странах, появилась мысль о возможности цепной ядерной реакции и её практического использования для атомных энергетических установок.
2. В начале войны была образована группа из учёных, которые получили указания исследовать практические применения этого открытия. В конце 1941 г. предварительные исследования показали, что атомную энергию можно использовать для получения пара и, следовательно, для приведения в движение различных машин. С другой стороны, учитывая технические возможности, доступные в Германии, в тот момент нельзя было создать атомную бомбу. Поэтому все последующие работы были направлены на создание атомного двигателя, для чего, кроме урана, появилась необходимость в тяжёлой воде.
3. Для получения больших количеств тяжёлой воды был переоборудован норвежский завод в Рьюкане. Однако, действиями сначала партизан, а затем авиации этот завод был выведен из строя и снова начал работать лишь к концу 1943 г.
4. Одновременно во Фрейбурге проводились эксперименты по усовершенствованию метода, не требующего тяжёлой воды и основанного на увеличении концентрации редкого изотопа урана — урана-235.
5. Опыты по получению энергии, в которых использовался наличный запас тяжёлой воды, проводились в Берлине, а впоследствии в Хайгерлоке (Вюртемберг). К моменту окончания войны они продвинулись настолько, что установка по получению энергии могла бы быть построена за короткое время.

## Причины неудачи проекта
Вопрос о возможности создания учёными Третьего рейха атомной бомбы остается открытым до сих пор.
В 1939—1941 годах нацистская Германия располагала соответствующими условиями для создания атомного оружия: она имела необходимые производственные мощности в химической, электротехнической, машиностроительной промышленности и цветной металлургии, а также достаточные финансовые средства и материалы общего назначения. Научный потенциал также был очень высок, и имелись необходимые знания в области физики атомного ядра.
Часто утверждается, что атомная бомба в нацистской Германии не была создана, потому что тоталитарный нацистский режим препятствовал развитию научного творчества, нетерпимо относился к учёным еврейского происхождения, то есть созданию атомной бомбы препятствовал существовавший в Германии политический строй. Существует другая точка зрения о том, что в стране, фактически стоявшей у истоков открытия ядерной энергии (Отто Ган, Лиза Мейтнер, Макс Борн, Отто Фриш, Рудольф Пайерлс), существовало достаточно учёных, принявших нацистский режим достаточно спокойно и продолжавших успешно и творчески трудиться. В Германии, даже после отъезда многих учёных, не принявших нацизм или испытывающих трудности в связи с еврейским происхождением, оставалось много учёных, не менее прославленных и плодотворных, чем уехавшие, например Вернер Гейзенберг, Карл фон Вайцзеккер, Вальтер Боте, Манфред фон Арденне и многие другие.
Общепринято мнение, что, помимо ряда вышеизложенных ошибок учёных в начале работ, проект не был успешно реализован ввиду выбора «тяжёловодного» пути, не оптимального с точки зрения быстрого достижения цепной ядерной реакции, необходимой для создания ядерного оружия. На осуществление этой методики, как и развёрнутого только к концу работ «графитового» пути, не хватило времени до военного разгрома Рейха.
Распространено мнение об игнорировании руководителями рейха (в частности, Гиммлером, Герингом, Кейтелем, Борманом) атомной проблемы. Вывод об этом иногда делается на том основании, что они лично не участвовали в соответствующих совещаниях. Однако, и на совещаниях по ракетной программе ни Гиммлер, ни Геринг, ни другие руководители рейха не участвовали, что не мешало им быть в курсе проблем. В то же время, известно, что в середине войны в руководстве страны возобладали настроения о необходимости сосредоточения научных, производственных и финансовых ресурсов только на проектах, дающих скорейшую отдачу в виде создания новых видов оружия. В связи с этим Урановый проект был передан из приоритетной военной науки в гражданскую, что затормозило его осуществление так же, как и быстрое доведение до боевого применения первых в мире боевых баллистических ракет Фау-2, создание по проекту «Америка» межконтинентальных ракет A-9/A-10, частично-орбитального бомбардировщика Silbervogel, как и ряда других проектов.
Известно также, что на германские атомные исследования было затрачено в двести раз меньше средств и в них было занято в полторы тысячи раз меньше людей, чем в американском «Манхэттенском проекте».

## Немецкие учёные в СССР
С 1945 года, одновременно с поиском на территории поверженной Германии немецких учёных и инженеров всех специальностей, имеющих хоть какое-то косвенное отношение к военным исследованиям и производству, начинается поиск и вывоз на территорию СССР лучших немецких учёных-ядерщиков. Среди вывезенных для работы над советской атомной бомбой специалистов были такие корифеи мировой науки как профессор Г. Герц, профессор М. Фольмер, профессор P. Дёпель, профессор Х. Позе, профессор М. фон Арденне, профессор П. Тиссен, Др. М. Штеенбек, Др. Н. Риль и многие другие.
Уже после взрыва первой советской атомной бомбы многие учёные-атомщики из Германии получили высшие советские правительственные награды. Профессор Н. Риль получил звание Героя Социалистического Труда СССР. Многие немецкие специалисты были награждены наградами СССР или большими денежными премиями. Фон Арденне был также награждён государственной премией СССР. Под руководством профессора Риля в г. Ногинске были отработаны промышленные технологии получения чистого урана. Документы того времени говорят: «Сейчас производство урана через четырёхфтористую соль [по методу доктора Риля] быстро увеличивается, и в настоящее время цеха основного завода переходят на работу полностью по этому методу».

## Наиболее значимые участники проекта
- О. Ган
- В. Гейзенберг
- В. Герлах
- К. Ф. фон Вайцзеккер
- П. Дебай
- Х. Гейгер
- В. Боте
- Г. Гофман
- Р. Дёпель

### На русском языке
- Козырев М., Козырев В. Необычное оружие третьего рейха М.: Центрполиграф, 2007
- Первушин А. Астронавты Гитлера М.: Эксмо/Яуза, 2004
- Кларк Р. Рождение бомбы М.: Гос. изд. литерат. в области атомной науки и техники, 1962
- Ирвинг Дж. Вирусный флигель М.: Атомиздат, 1969

### На иностранных языках
- Bernstein, Jeremy Hitler’s Uranium Club: The Secret Recording’s at Farm Hall (Copernicus, 2001) ISBN 0-387-95089-3
- Bernstein, Jeremy Heisenberg and the critical mass, Am. J. Phys. Volume 70, Number 9, 911—916 (2002)
- Bernstein, Jeremy Heisenberg in Poland, Am. J. Phys. Volume 72, Number 3, 300—304 (2004). See also Letters to the Editor by Klaus Gottstein and a reply by Jeremy Bernstein in Am. J. Phys. Volume 72, Number 9, 1143—1145 (2004).
- Beyerchen, Alan D. Scientists Under Hitler: Politics and the Physics Community in the Third Reich (Yale, 1977) ISBN 0-300-01830-4
- Gimbel, John U.S. Policy and German Scientists: The Early Cold War, Political Science Quarterly Volume 101, Number 3, 433—451 (1986)
- Gimbel, John Science, Technology, and Reparations: Exploitation and Plunder in Postwar Germany (Stanford, 1990)
- Goudsmit, Samuel with an introduction by R. V. Jones Alsos (Toamsh, 1986)
- Heisenberg, Werner Research in Germany on the Technical Applications of Atomic Energy, Nature Volume 160, Number 4059, 211—215 (August 16, 1947). See also the annotated English translation: Document 115. Werner Heisenberg: Research in Germany on the Technical Application of Atomic Energy [August 16, 1947] in Hentschel, Klaus (editor) and Ann M. Hentschel (editorial assistant and translator) Physics and National Socialism: An Anthology of Primary Sources (Birkhäuser, 1996) 361—379.
- Hentschel, Klaus (editor) and Ann M. Hentschel (editorial assistant and translator) Physics and National Socialism: An Anthology of Primary Sources (Birkhäuser, 1996) ISBN 0-8176-5312-0. [This book is a collection of 121 primary German documents relating to physics under National Socialism. The documents have been translated and annotated, and there is a lengthy introduction to put them into perspective.]
- Hoffmann, Dieter Between Autonomy and Accommodation: The German Physical Society during the Third Reich, Physics in Perspective 7(3) 293—329 (2005)
- Kant, Horst Werner Heisenberg and the German Uranium Project / Otto Hahn and the Declarations of Mainau and Göttingen, Preprint 203 (Max-Planck Institut für Wissenschaftsgeschichte, 2002)
- Landsman, N. P. Getting even with Heisenberg, Studies in History and Philosophy of Modern Physics Volume 33, 297—325 (2002)
- Macrakis, Kristie Surviving the Swastika: Scientific Research in Nazi Germany (Oxford, 1993)
- Mehra, Jagdish and Helmut Rechenberg The Historical Development of Quantum Theory. Volume 6. The Completion of Quantum Mechanics 1926—1941. Part 2. The Conceptual Completion and Extension of Quantum Mechanics 1932—1941. Epilogue: Aspects of the Further Development of Quantum Theory 1942—1999. (Springer, 2001) ISBN 978-0-387-95086-0
- Norman M. Naimark The Russians in Germany: A History of the Soviet Zone of Occupation, 1945—1949 (Belkanp, 1995)
- Riehl, Nikolaus and Frederick Seitz Stalin’s Captive: Nikolaus Riehl and the Soviet Race for the Bomb (American Chemical Society and the Chemical Heritage Foundations, 1996) ISBN 0-8412-3310-1.
- Oleynikov, Pavel V. German Scientists in the Soviet Atomic Project, The Nonproliferation Review Volume 7, Number 2, 1 — 30 (2000). The author has been a group leader at the Institute of Technical Physics of the Russian Federal Nuclear Center in Snezhinsk (Chelyabinsk-70).
- Walker, Mark German National Socialism and the Quest for Nuclear Power 1939—1949 (Cambridge, 1993) ISBN 0-521-43804-7
- Walker, Mark Eine Waffenschmiede? Kernwaffen- und Reaktorforschung am Kaiser-Wilhelm-Institut für Physik, Forschungsprogramm «Geschichte der Kaiser-Wilhelm-Gesellschaft im Nationalsozialismus» Ergebnisse 26 (2005)

- Albrecht, Ulrich, Andreas Heinemann-Grüder, and Arend Wellmann Die Spezialisten: Deutsche Naturwissenschaftler und Techniker in der Sowjetunion nach 1945 (Dietz, 1992, 2001) ISBN 3320017888
- Bernstein, Jeremy and David Cassidy Bomb Apologetics: Farm Hall, August 1945, Physics Today Volume 48, Issue 8, Part I, 32-36 (1995)
- Beyerchen, Alan What We Know About Nazism and Science, Social Research Volume 59, Number 3, 615—641 (1992)
- Bethe, Hans A. The German Uranium Project, Physics Today Volume 53, Issue 7, 34-36
- Cassidy, David C. Heisenberg, German Science, and the Third Reich, Social Research Volume 59, Number 3, 643—661 (1992)
- Cassidy, David C. Uncertainty: The Life and Science of Werner Heisenberg (Freeman, 1992)
- Cassidy, David C. A Historical Perspective on Copenhagen, Physics Today Volume 53, Issue 7, 28 (2000). See also Heisenberg’s Message to Bohr: Who Knows, Physics Today Volume 54, Issue 4, 14ff (2001), individual letters by Klaus Gottstein, Harry J. Lipkin, Donald C. Sachs, and David C. Cassidy.
- Eckert, Michael Werner Heisenberg: controversial scientist physicsweb.org (2001)
- Heisenberg, Werner Die theoretischen Grundlagen für die Energiegewinnung aus der Uranspaltung, Zeitschrift für die gesamte Natruwiessenschaft, Volume 9, 201—212 (1943). See also the annotated English translation: Document 95. Werner Heisenberg. The Theoretical Basis for the Generation of Energy from Uranium Fission [February 26, 1942] in Hentschel, Klaus (editor) and Ann M. Hentschel (editorial assistant and translator) Physics and National Socialism: An Anthology of Primary Sources (Birkhäuser, 1996) 294—301.
- Heisenberg, Werner, introduction by David Cassidy, translation by William Sweet A Lecture on Bomb Physics: February 1942, Physics Today Volume 48, Issue 8, Part I, 27-30 (1995)
- Hentschel, Klaus The Metal Aftermath: The Mentality of German Physicists 1945—1949 (Oxford, 2007)
- Hoffmann, Dieter Zwischen Autonomie und Anpassung: Die Deutsche Physikalische Gesellschaft im Dritten Reich, Max-Planck-Institut für Wissenschafts Geschichte Preprint 192 (2001)
- Hoffmann, Dieter and Mark Walker The German Physical Society Under National Socialism, Physics Today 57(12) 52-58 (2004)
- Hoffmann, Dieter Between Autonomy and Accommodation: The German Physical Society during the Third Reich, Physics in Perspective 7(3) 293—329 (2005)
- Hoffmann, Dieter and Mark Walker Zwischen Autonomie Und Anpassung, Physik Journal Volume 5, Number 3, 53-58 (2006)
- Hoffmann, Dieter and Mark Walker Peter Debye: «A Typical Scientist in an Untypical Time» Deutsche Physikalische Gesellschaft (2006)
- Hoffmann, Dieter and Mark Walker (editors) Physiker Zwischen Autonomie Und Anpassung (Wiley-VCH, 2007)
- Karlsch Rainer Hitlers Bombe. Die geheime Geschichte der deutschen Kernwaffenversuche. (Dva, 2005)
- Karlsch, Rainer and Heiko Petermann Für und Wider «Hitlers Bombe» (Waxmann, 2007)
- Krieger, Wolfgang The Germans and the Nuclear Question German Historical Institute Washington, D.C., Occasional Paper No. 14 (1995)
- Pash, Boris T. The Alsos Mission (Award, 1969)
- Powers, Thomas Heisenberg’s War: The Secret History of the German Bomb (Knopf, 1993)
- Renneberg, Monika and Mark Walker Science, Technology and National Socialism (Cambridge, 1994, first paperback edition 2002)
- Rhodes, Richard The Making of the Atomic Bomb (Simon and Schuster, 1986)
- Rose, Paul Lawrence, Heisenberg and the Nazi Atomic Bomb Project: A Study in German Culture (California, 1998). For a critical review of this book, please see: Landsman, N. P. Getting even with Heisenberg, Studies in History and Philosophy of Modern Physics Volume 33, 297—325 (2002).
- Schaaf, Michael Heisenberg, Hitler und die Bombe. Gespraeche mit Zeitzeugen. (GNT-Verlag, 2001)
- Schumann, Erich Wehrmacht und Froschung in Richard Donnevert (editor) Wehrmact und Partei second expanded edition, (Barth, 1939) 133—151. See also the annotated English translation: Document 75. Erich Schumann: Armed Forces and Research [1939] in Hentschel, Klaus (editor) and Ann M. Hentschel (editorial assistant and translator) Physics and National Socialism: An Anthology of Primary Sources (Birkhäuser, 1996) 207—220.
- Sime, Ruth Sime From Exceptional Prominence to Prominent Exception: Lise Meitner at the Kaiser Wilhelm Institute for Chemistry Ergebnisse 24 Forschungsprogramm Geschichte der Kaiser-Wilhelm-Gesellschaft im Nationalsozialismus (2005).
- Ruth Lewin Sime The Politics of Memory: Otto Hahn and the Third Reich, Physics in Perspective Volume 8, Number 1, 3-51 (2006). Sime is retired from teaching chemistry at Sacramento City College.
- Walker, Mark National Socialism and German Physics, Journal of Contemporary Physics Volume 24, 63-89 (1989)
- Walker, Mark Heisenberg, Goudsmit and the German Atomic Bomb, Physics Today Volume 43, Issue 1, 52-60 (1990)
- Walker, Mark Nazi Science: Myth, Truth, and the German Atomic Bomb (Perseus, 1995)
- Walker, Mark German Work on Nuclear Weapons, Historia Scientiarum; International Journal for the History of Science Society of Japan, Volume 14, Number 3, 164—181 (2005)
- Walker, Mark Eine Waffenschmiede? Kernwaffen- und Reaktorforschung am Kaiser-Wilhelm-Institut für Physik, Forschungsprogramm «Geschichte der Kaiser-Wilhelm-Gesellschaft im Nationalsozialismus» Ergebnisse 26 (2005)
- Mark Walker Otto Hahn: Responsibility and Repression, Physics in Perspective Volume 8, Number 2, 116—163 (2006). Mark Walker is Professor of History at Union College in Schenectady, New York.